# NGC 330
NGC 330 (również ESO 29-SC24) – gromada otwarta znajdująca się w gwiazdozbiorze Tukana. Odkrył ją James Dunlop 1 sierpnia 1826 roku. Gromada ta znajduje się w Małym Obłoku Magellana.